# Dysfolid
Dysfolid, boomslang, z jęz. afrikaans i jęz. niderlandzkiego – boom – "drzewo", slang – "wąż" (Dispholidus typus) – gatunek węża z rodziny połozowatych (Colubridae). Wąż ten nie jest agresywny, ale swoim jadem może zabić nawet dorosłego człowieka.

## Zasięg występowania
Występuje w znacznej części Afryki Subsaharyjskiej – od Senegalu na wschód po Erytreę, Etiopię i Somalię, na południe po RPA. 

## Budowa ciała
Dysfolid osiąga długość do 2 metrów. 
Samica ma barwę brunatną, podczas gdy samiec jest intensywnie zielony.

## Biologia i ekologia

### Tryb życia
Występuje w lasach tropikalnych, ale także można go znaleźć wśród krzewów porastających sawannę. Prowadzi nadrzewny tryb życia.

### Odżywanie
Smukłe ciało umożliwia mu poruszanie się w gałęziach drzew i krzewów. Dzięki swojemu maskującemu ubarwieniu dysfolid jest prawie niewidoczny w swoim siedlisku. Podczas dnia wąż jest aktywny i poluje na nadrzewne jaszczurki, żaby, ssaki, a czasem nawet na ptaki i dość często żywi się jajami. Wąż poluje z zasadzki. Zwisa z gałęzi, przypominając długie pnącze. Kiedy ofiara znajdzie się w zasięgu jego pyska, chwyta ją i zaciska szczęki, po czym powoli nimi porusza, żeby jad przesączył się do rany zadanej ofierze. Kiedy zdobycz jest już martwa, wtedy gad połyka ją w całości.

## Jad
Jad dysfolida jest śmiertelny dla człowieka, o ile nie zostanie podana surowica. Działanie toksyny jest jednak powolne (nawet do 48 godzin). Jad zmniejsza krzepliwość krwi i ofiara umiera na skutek licznych krwotoków wewnętrznych.
Do ukąszeń dochodzi jednak rzadko, ponadto dość często nie kończą się one wprowadzeniem jadu, gdyż wąż ten ma aparat jadowy typu opistoglypha, co znaczy, że zęby jadowe znajdują się z tyłu szczęki.